# Triton X

Wzór półstrukturalny detergentu typu Triton®

Triton® X – (C14H22O(C2H4O)n) – seria niejonowych surfaktantów, z których najbardziej znany jest Triton® X-100. Triton® to zastrzeżona nazwa handlowa firmy Union Carbide. Detergenty o zbliżonej naturze chemicznej lub chemicznie identyczne są znane także pod innymi nazwami.
Triton X to etery polimeru (ilość jednostek od 1 do średnio 55) glikolu polietylenowego (PEG) i p-t-oktylofenolu. Grupa polietylenowa jest domeną hydrofilową, a grupą hydrofobową (lipofilową) jest węglowodorowy podstawnik wraz z pierścieniem fenolowym – grupa 4-(1,1,3,3-tetrametylobutylo)-fenylowa.
Triton X to bezbarwne lub lekko żółtawe, przezroczyste płyny, w temperaturze pokojowej dość lepkie. Nieco gęstsze od wody i doskonale w niej rozpuszczalne.

## Rodzina detergentów typu Triton® X[2]
| Nazwa handlowa | n – ilość podjednostek glikolu polietylenowego | CMC      | HLB  | Zastosowanie ogólne |
| -------------- | ---------------------------------------------- | -------- | ---- | --- |
| Triton® X-15   | 1-2 (średnio 1,5)                              | nierozp. | 4,9  | Środek przeciwpienny, rozpuszczalnik do pigmentów, intermediat syntez chemicznych                                                                                            |
| Triton® X-35   | 3                                              | nierozp. | 7,8  | Środek przeciwpienny, produkcja pulpy drzewnej i papieru, tekstylia, czyszczenie na sucho, płyny do pracy z metalami                                                         |
| Triton® X-45   | 4-5 (średnio 4,5)                              | 136      | 9,8  | Środek przeciwpienny, środki zmywające, płyny do pracy z metalami, agrochemia, farby i pokrycia, tekstylia, produkcja pulpy drzewnej i papieru, chemikalia w przemyśle naft. |
| Triton® X-114  | 7-8 (średnio 7,5)                              | 120      | 12,3 | Środki zmywające, farby i pokrycia, produkcja pulpy drzewnej i papieru, tekstylia, agrochemia, płyny do pracy z metalami, chemikalia w przemyśle naft.                       |
| Triton® X-100  | 9-10 (średnio 9,5)                             | 189      | 13,4 | Domowe i przemysłowe środki zmywające, farby i pokrycia, produkcja pulpy drzewnej i papieru, tekstylia, agrochemia, płyny do pracy z metalami, chemikalia w przemyśle naft.  |
| Triton® X-102  | 12                                             | 267      | 14,4 | Zawiesiny, systemy pracy w wysokich temperaturach |
| Triton® X-165  | 16                                             | 570      | 15,5 | Farby i pokrycia, zawiesiny |
| Triton® X-305  | 30                                             | 1916     | 17,3 | Polimeryzacja emulsji, farby i pokrycia, polerowanie podłóg, emulsje do woskowania                                                                                           |
| Triton® X-405  | 35                                             | 2442     | 17,6 | Polimeryzacja emulsji, farby i pokrycia, polerowanie podłóg, emulsje do woskowania                                                                                           |
| Triton® X-705  | 55                                             | 3585     | 18,4 | Polimeryzacja emulsji |

Masa cząsteczkowa wynosi od 250,2 (X-15) do ok. 2600 (X-705).
Wzrost HLB (równowaga hydrofilowo-lipofilowa) oznacza, że wraz ze wzrostem długości łańcucha polietylenowego (PEG) rośnie hydrofilność tego związku.

## Triton® X-100
Najbardziej znanym z całej serii jest Triton® X-100. U innych producentów bardzo zbliżone związki nazywały się Nonidet P-40 (już nie produkowany, n=9) lub Igepal CA-630. Jakkolwiek Igepal jest mniej hydrofilowy niż Triton® X-100 i w większości zastosowań nie może być swobodnie stosowany jako zamiennik.

## Zastosowanie w nauce
Jako doskonałe, obojętnie chemicznie detergenty, znajdują one zastosowanie w biologii molekularnej i biochemii. Używa się ich do lizy błon komórkowych oraz do izolacji białek błonowych z zachowaniem ich stanu natywnego.
Triton® X-100 znajduje też zastosowanie w procesie odwrotnym do izolacji białek błonowych – rekonstytucji. Jako względnie tani detergent o dobrych właściwościach jest używany wszędzie tam, gdzie wymagana jest obecność detergentu – na przykład w buforach odmywających podczas procedury Western blot.
Triton® X-114 jest z kolei używany do selektywnej izolacji integralnych białek błonowych z ekstraktów biologicznych. W roztworach wodnych, w temperaturze 20ºC i wyższych, Triton® X-114 tworzy oddzielną fazę, która po procesie ekstrakcji jest wzbogacona w białka błonowe i amfipatyczne, ale brak w niej białek rozpuszczalnych w wodzie (nie-błonowych), które w całości gromadzą się w fazie wodnej.